# Columba palumboides
Columba palumboides là một loài chim trong họ Columbidae.